# Trdota po Shoru
Trdota po Shoru [trdota po šóru] je ena od metod za merjenje trdote trdnih snovi. Uporablja se predvsem v strojništvu in metalurgiji za materiale, ki se le elastično deformirajo. To so kavčuk, elastomeri in drugi polimerni materiali. Metoda je dobila ime po ameriškem industrialcu A. Shoreu iz Freeporta v ameriški zvezni državi New York, katerega podjetje Shore Instrument and Manufacturing Company je okoli leta 1905 izdelalo napravo za ugotavljanje trdote, imenovano skleroskop (angleško scleroscope). Naprava je imela tri merilne lestvice: trdoto je merila v svoji lestvici od 0-120 (odtod: po Shoru), prikazovala pa je tudi ekvivalent merjenja po Rockwellu in po Brinellu.
Pri postopku se meri višina, do katere se odbije spuščeni skakač. Površina se ne poškoduje, metoda je zelo enostavna. Oznaka je HS, vrednost pa brezrazsežno število. Po DIN 53505 in ISO 868 sta standardizirani metodi Shore A in Shore D. Pri obeh metodah je vtiskalno telo valjček, katerega vrh je zabrušen v prisekan stožec. Ta je ostrejši pri metodi Shore D. na preizkušanec deluje preko vtiskalne igle sila vzmeti. Vtiskalna igla se ugrezne v preizkušanec toliko, da sta v ravnovesju sila vzmeti in sila preizkušanca, ki izhaja iz njegove elastične deformacije. Pri trših snoveh je ugrez manjši kot pri mehkejših. Trdoto navadno odberemo neposredno z ustrezne lestvice, če pa merimo ugrez h, jo izračunamo iz enačbe:
Shore A (D) = 100 – 40h,
kjer je h globina vtiska. Smiselne vrednosti trdote pri Shore A so v območju med 10 in 90 enot, pri Shore D pa med 30 in 90 enot. Oznaka 75 Shore A – pomeni, da je trdota izmerjena z metodo Shore A, enaka 75 enot.
a - Ø (3,00 ± 0,10)mm

b - Ø (1,25 ± 0,15)mm

c - (2,50 ± 0,02)mm

d - (0,79 ± 0,01)mm

r - (0,10 ± 0,01)mm

f - Ø (18,00 ± 0,50)mm